# Силицен
Силице́н (англ. silicene) — двумерное аллотропное соединение кремния, подобное графену, в котором по крайней мере часть атомов находится в sp2-гибридизации.

## История
Хотя теоретики рассуждали о существовании и возможных свойствах силицена с середины 1990-х годов, он не был обнаружен до 2010 года, когда исследователи в первый раз наблюдали структуры кремния, похожие на силицен. Используя сканирующий туннельный микроскоп, они изучили с атомарным разрешением самособранные силиценовые наноленты и силиценовые листы, выращенные на кристалле серебра.
Вычисления согласно теории функционала плотности показали, что атомы кремния образуют сотовые конструкции на серебре с небольшими искривлениями, которые делают графеноподобные конфигурации более вероятными.
В 2012 году силицен был выращен на подложке из диборида циркония ZrB2.

## Структура и свойства
Структура силицена является метастабильной, в отличие от графена он легко взаимодействует с окружающей средой: окисляется на воздухе и связывается с другими материалами. Силицен проявляет сильную склонность к образованию неровностей и гребней на его поверхности, что может являться следствием характера взаимодействия соседних атомов кремния, которые не склонны к образованию sp2-связей: разные расчёты говорят о том, что высота неровностей составляет 0.44 — 0.53 Å. Носители заряда в силицене описываются уравнением Дирака для безмассовых частиц, как и в графене, приводящей к линейному закону дисперсии, но существенным преимуществом силицена является возможность управления шириной запрещённой зоны, что важно для практического применения материала. Предполагается, что по своим свойствам силицен может быть близок к топологическим изоляторам. При помощи квантовомеханических расчётов было получено, что модуль Юнга в силицене составляет 178 ГПа и была показана возможность управлять электропроводностью силицена путём его механического растяжения, переводя его из состояния полуметалла в металл. Моделирование методом молекулярной динамики даёт меньшее значение для модуля Юнга: около 82 ГПа. При помощи теории функционала плотности показано, что подвижность носителей заряда в силицене составляет 2.57·105 м2/(В·с) при комнатной температуре.

## Возможные применения
Силицен совместим с кремниевой электроникой, поскольку сам состоит из кремния, поэтому предполагается, что он найдёт широкое применение, например, в производстве транзисторов. В дополнение к его потенциальной совместимости с существующей полупроводниковой техникой, силицен имеет преимущество малой окисляемости кислородом вблизи границы с оксидом кремния. Расчёты по теории функционала плотности показали, что силиценовые плёнки являются отличными материалами для изготовления полевых транзисторов. Поскольку плоская структура для силицена энергетически невыгодна, он характеризуется упорядоченными искажениями на поверхности и повышенной гибкостью по сравнению с графеном, что также увеличивает спектр его применения в электронике. В 2015 году впервые продемонстрирована технология создания транзистора на основе силицена. Существуют исследования, свидетельствующие в пользу возможности применения силицена для создания анода в натрий-ионных аккумуляторах. Вследствие особенностей адсорбции газов на своей поверхности силицен может найти применение в области высокочувствительных молекулярных сенсоров.